# همه جا را آتش بزنید
همه جا را آتش بزنید (به هندی: Aag Hi Aag) یا آتش فقط آتش فیلمی محصول سال ۱۹۸۷ و به کارگردانی پاهلاج نیهالانی است. در این فیلم بازیگرانی همچون درمندرا، شاتورگان سینها، موشومی چاترجی، چانکی پاندی، نیلم کوتهاری، وینود مهرا، دنی دنزونگپا، گلشن گروور، شاکتی کاپور، ریچا شارما ایفای نقش کرده‌اند.